# Stazzema
Stazzema is een gemeente in de Italiaanse provincie Lucca (regio Toscane) en telt 3379 inwoners (31-12-2004). De oppervlakte bedraagt 80,7 km², de bevolkingsdichtheid is 42 inwoners per km².
De volgende frazione maakt deel uit van de gemeente: Volegno.

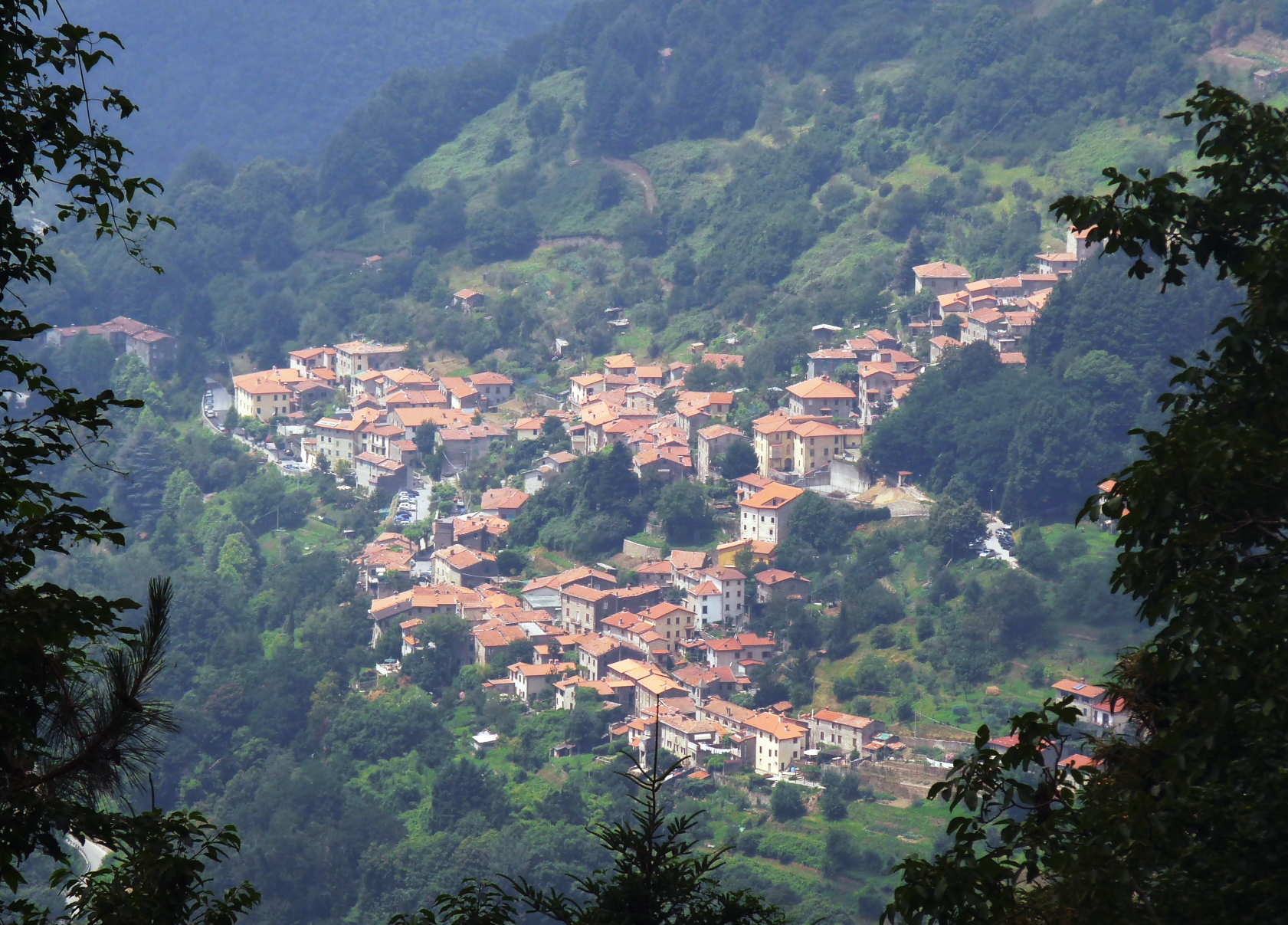
Stazzema
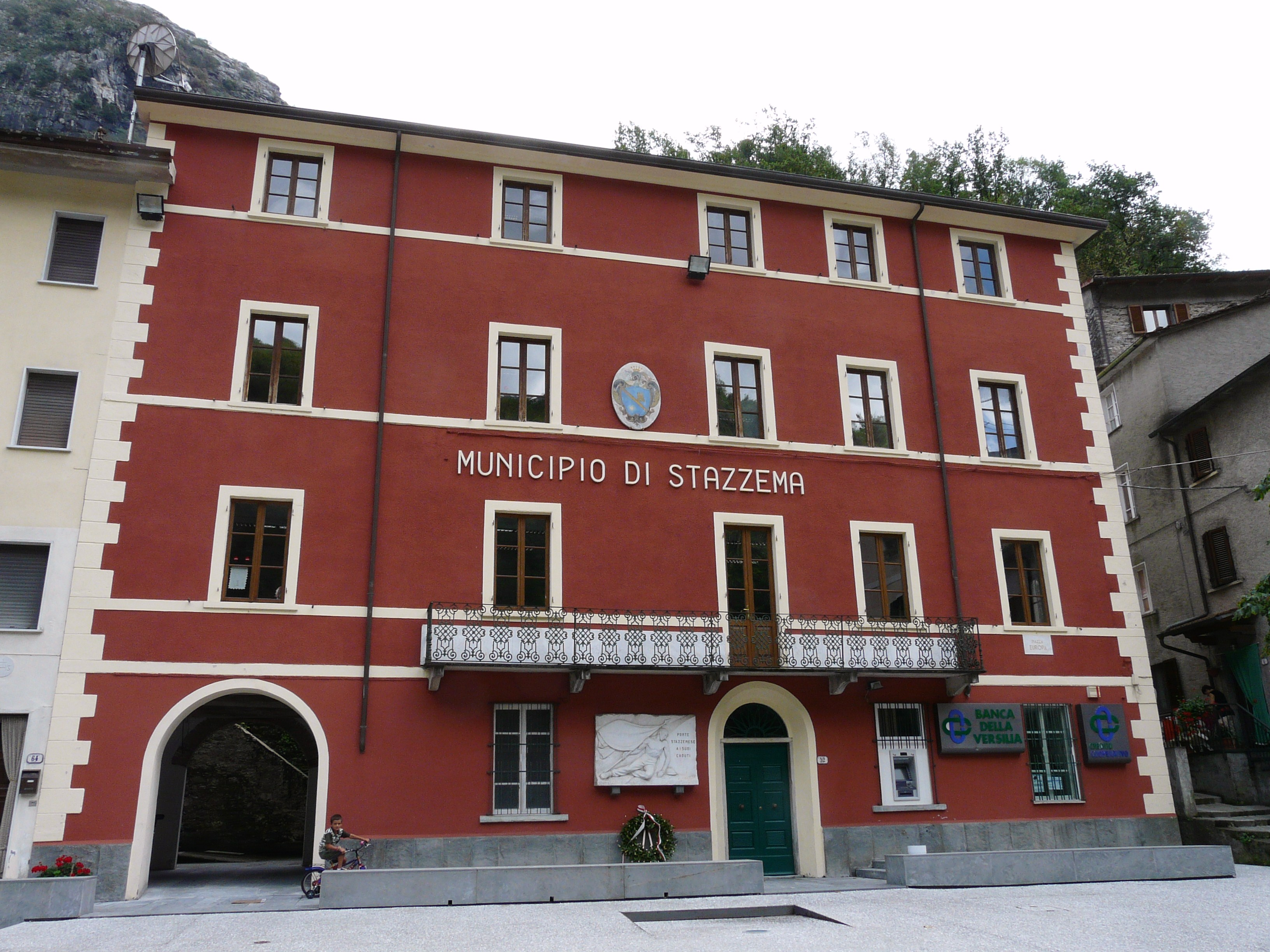
Gemeentehuis
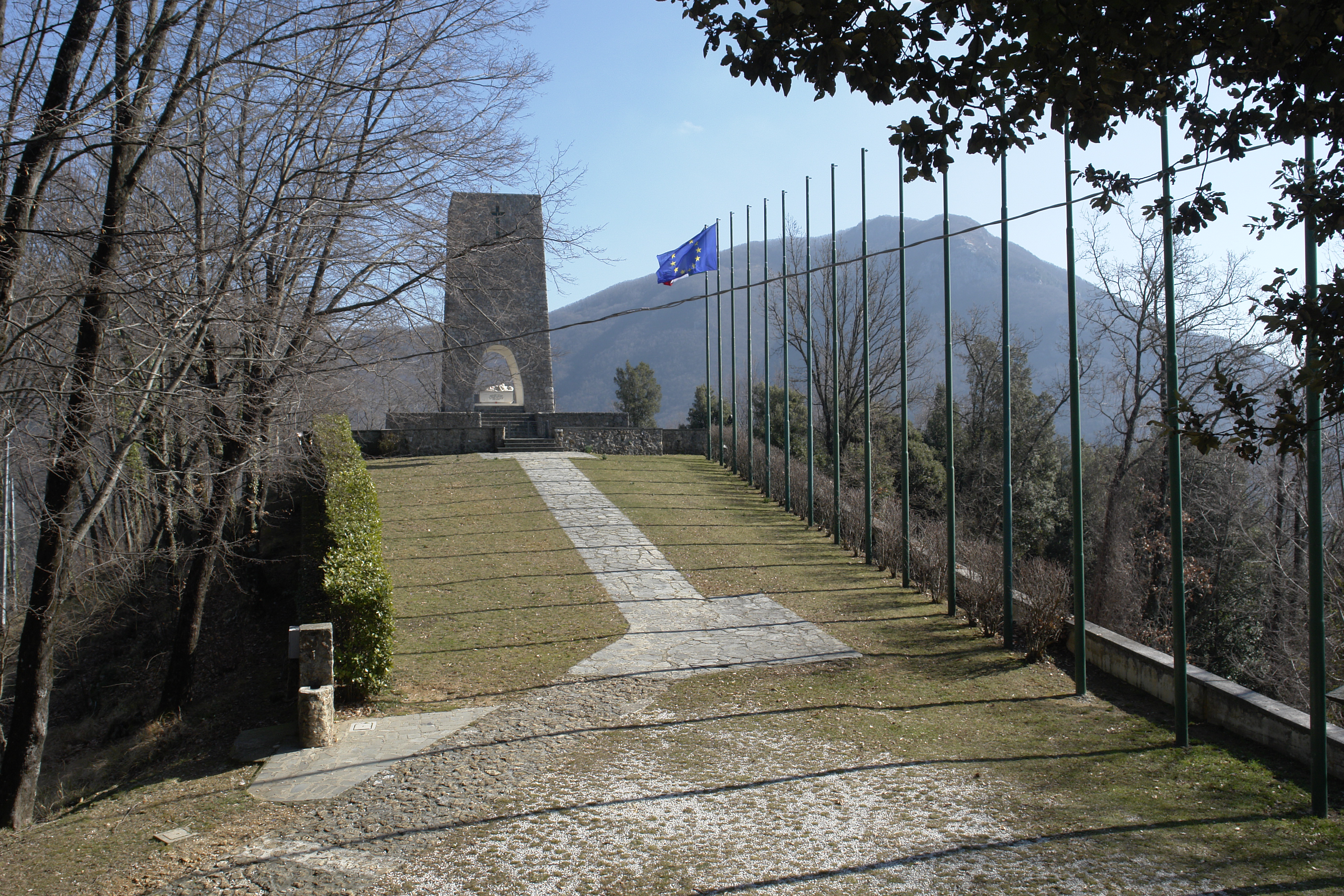
Sant' Anna di Stazzema, Mahnmal

## Demografie
Stazzema telt ongeveer 1451 huishoudens. Het aantal inwoners daalde in de periode 1991-2001 met 7,4% volgens cijfers uit de tienjaarlijkse volkstellingen van ISTAT.
| Jaar | Inwoneraantal |
| ---- | ------------- |
| 1991 | 3637          |
| 2001 | 3367          |

## Geografie
De gemeente ligt op ongeveer 916 meter boven zeeniveau.
Stazzema grenst aan de volgende gemeenten: Camaiore, Careggine, Massa, Molazzana, Pescaglia, Pietrasanta, Seravezza, Vagli Sotto, Vergemoli.
Altopascio · Bagni di Lucca · Barga · Borgo a Mozzano · Camaiore · Camporgiano · Capannori · Careggine · Castelnuovo di Garfagnana · Castiglione di Garfagnana · Coreglia Antelminelli · Fabbriche di Vallico · Forte dei Marmi · Fosciandora · Gallicano · Giuncugnano · Lucca · Massarosa · Minucciano · Molazzana · Montecarlo · Pescaglia · Piazza al Serchio · Pietrasanta · Pieve Fosciana · Porcari · San Romano in Garfagnana · Seravezza · Sillano · Stazzema · Vagli Sotto · Vergemoli · Viareggio · Villa Basilica · Villa Collemandina
1. ↑  https://demo.istat.it/?l=it.